# Vincenzo Maria Coronelli
Vicenzo Maria Coronelli (16 d'agost de 1650 – 9 de desembre de 1718) fou un cosmògraf, cartògraf i enciclopedista conegut en particular pels seus globus.
Coronelli fou franciscà conventual (membre de l'Orde de Germans Menors) i doctor en teologia del Collegium San Bonaventura de Roma. Possiblement és més conegut pels globus que construí. El 1678 Coronelli creà dos globus per al Duc de Parma els quals tenien un diàmetre de 175 cm i estaven fets amb gran destresa. Això crida l'atenció de l'ambaixador francès, César d'Estrées, que invità Coronelli a anar a París el 1681, on va viure dos anys. El cardenal d'Estrées li encarregà dos globus més, un de la terra i l'altre dels cels, per al rei Lluís XIV. Aquests globus mesuraven 384 cm de diàmetre i actualment es conserven al Grand Palais de París. A causa del seu renom treballà a diferents països europeus en els anys següents, i retornà a Venècia el 1705 on creà la primera societat geogràfica internacional: la Accademia Cosmografica degli Argonauti. També fou cosmògraf de la República de Venècia.

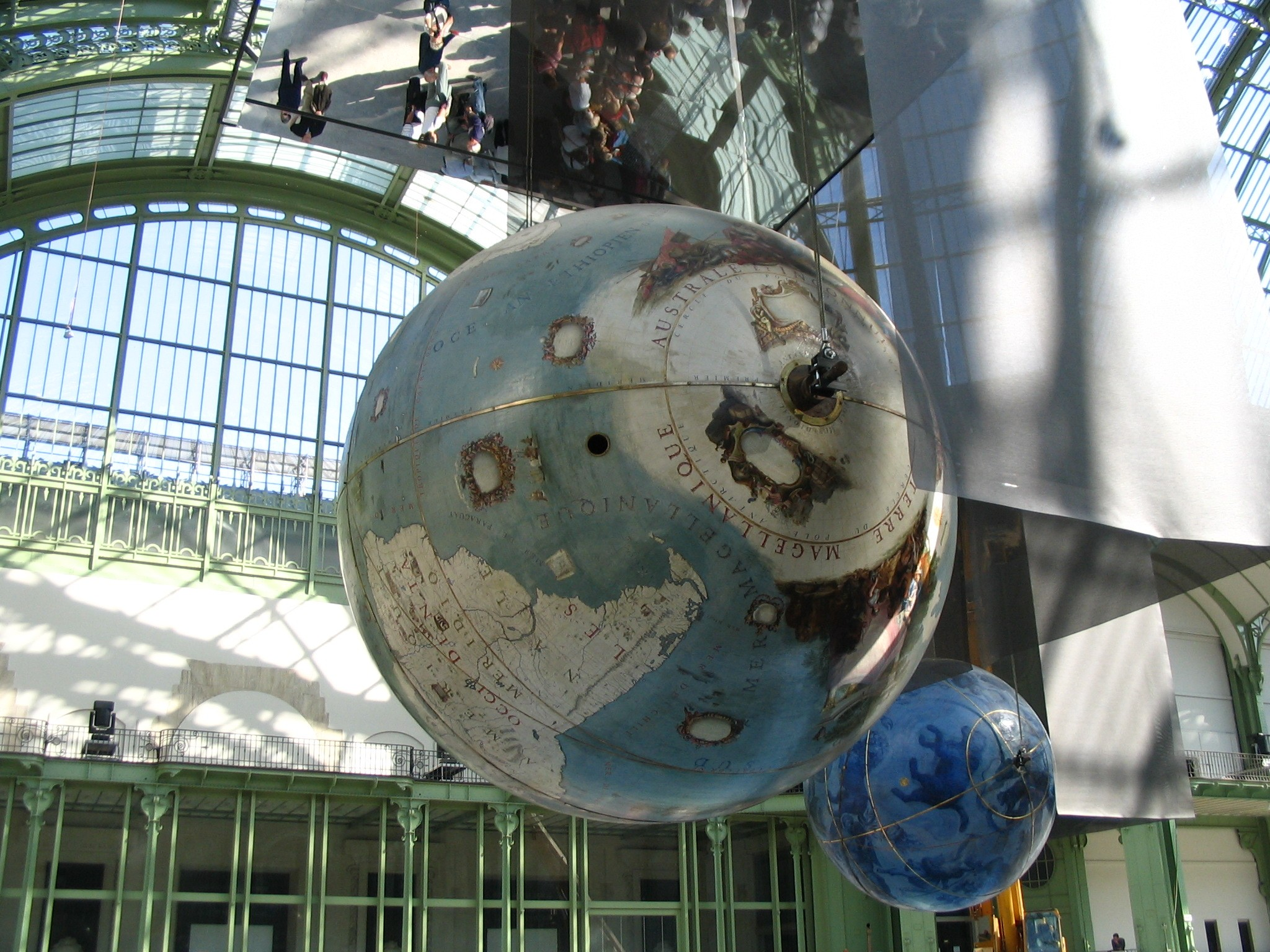
Els globus de Coronelli, la Terra i el Cel, creats per al rei Lluís XIV.

Coronelli publicà set volums, dels 50 que havia de tenir, de la Biblioteca Universale Sacro-Profana. Aquests set volums es poden consultar en l'actualitat a la Biblioteca Nazionale Marciana, a la sala de manuscrits, situada allà on era la Zecca, a la Piazza San Marco, de Venècia. Aquesta fou la primera enciclopèdia ordenada alfabèticament, i segons Wilhelm Seggewiss el model dels enciclopedistes francesos.
Coronelli va morir a 68 anys a Viena, després d'haver creat cents de mapes. Alguns dels globus de Coronelli es troben actualment al Museo Correr, un pis per damunt de la Biblioteca Nazionale Marciana de Venècia, a la Biblioteca Nacional d'Àustria i a la biblioteca del monestir benedictí de Melk, Àustria. Es conserven un parell de globus, del cel i de la terra, de 1688 i 1693 a la Biblioteca Municipal de Trèveris.
El 1952 es va fundar a Viena una societat internacional amb el seu nom: The International Coronelli Society for the Study of Globes.

## Obres
- Globus de Coronelli, 1681-1683.
- Atlante Veneto, 1691-1696
- Lo Specchio del Mare, 1698
- Morea, Negroponte e Adiacenze, 1686
- Ritratti de celebri Personaggi, 1697
- Roma antico-moderna, 1716
- Singolarita di Venezia, 1708-1709
- Città e Fortezze dello stato di Milano e Confinanti, 1693